# جاستین عبدالقادر
جاستین عبدالقادر (انگلیسی: Justin Abdelkader؛ زادهٔ ۲۵ فوریهٔ ۱۹۸۷) بازیکن هاکی روی یخ اهل ایالات متحده آمریکا است.
وی همچنین برندهٔ جوایزی همچون جام استنلی شده‌است.